# パトリク・ジチェク
パトリク・ジチェク（Patryk Dziczek, 1998年2月25日 - ）は、ポーランド・シロンスク県グリヴィツェ出身のサッカー選手。ピアスト・グリヴィツェ所属。ポジションはMF。

## クラブ経歴
2015年に17歳でGKSピアスト・グリヴィツェのトップチームに昇格。6月6日のKSクラコヴィア戦でトップチームデビュー。以降2シーズンはチームIIでのプレーが続いていたが、2017-18シーズンよりトップチームに定着。翌2018-19シーズンは自己最高の33試合3ゴールを記録した。
2019年8月23日、SSラツィオへの移籍が決定。更に5日後の28日にUSサレルニターナ1919への2年間のローン移籍が発表された。

## 代表経歴
2014年から各ユース世代のポーランド代表に随時招集され、主力として活躍。2019年にはU-21代表でUEFA U-21欧州選手権2019に出場。開催国のイタリアに加え、スペイン、ベルギーの加わったグループAで、第1戦のベルギー戦を3-2で制し、第2戦のイタリア戦も1-0で勝利し、開催国相手にアップセットを演出。しかし、最終戦のスペイン戦に0-5の大敗を喫し、得失点差でグループリーグ敗退に終わった。